# Huntington Woods
Huntington Woods est une ville située dans l’État américain du Michigan. Selon le recensement de 2000, sa population est de 6 151 habitants. Huntington Woods est une banlieue de Détroit, dans le comté d'Oakland. Le zoo de Détroit se trouve dans la ville et celle de Royal Oak.

## Personnes célèbres originaires de Huntington Woods
- Kristen Bell, actrice